# Euophrys omnisuperstes
Euophrys omnisuperstes (Евофріс омнісуперстес) — вид павуків родини Павуки-скакуни (Salticidae), відомий тим, що був знайдений у Гімалаях на висоті 6700 м н.р.м, що є рекордом для членистоногих. Ці крихітні павуки харчуються комахами, яких заносить на гірську вершину сильним вітром.

## Етимологія
дав.-гр. εὖ — «добре, гарно», дав.-гр. ὀφρῦς — «брова», . Видова назва означає «той, що перебуває над усім».

## Опис
Самиці загальною довжиною тіла ≈5 мм, самці ≈4 мм або менше. Обидві статі, як правило, темно-коричневого забарвлення, з дещо блідішими й білястими волосками та металевим блиском на голові. Самці, як правило, темніші, черевце описується як чорне, а не коричнево-чорне. Очі розташовані близько один до одного й більш-менш рівномірно.

## Поширення
Мешкає в Гімалаях (Непал і можливо Індія).